# Länsväg 112
De Zweedse weg 112 (Zweeds: Länsväg 112) is een provinciale weg in de provincie Skåne län in Zweden en is circa 26 kilometer lang. De weg ligt in het meest zuidelijke deel van Zweden in het noordwesten van de provincie.

## Plaatsen langs de weg
- Åstorp
- Utvällinge
- Jonstorp
- Höganäs

## Knooppunten
- E4 en Riksväg 21 bij Åstorp (begin)
- E6/E20
- Länsväg 107
- Länsväg 111 bij Höganäs (einde)